# Saison 4 de The Expanse
Chronologie
Saison 3 Saison 5
Cet article présente la quatrième saison de la série télévisée The Expanse.

## Synopsis de la saison
La protomolécule a créé un Anneau qui donne accès à une zone de transfert. Après qu'une crise a failli atteindre le point de non-retour avant sa résolution, l'ensemble des Anneaux protomoléculaires se sont ouvert, donnant accès à des milliers de systèmes solaires et ouvrant la voie à la colonisation interstellaire. Sur la planète Ilos, des colons ceinturiens sont en conflit avec la Royal Charter Energy (RCE), une compagnie minière qui a reçu une charte de l'ONU pour ses activités commerciales sur la planète. La situation dégénère quand une navette de la RCE est détruite lors de son atterrissage. La secrétaire générale de l'ONU Christjen Avasarala charge James Holden et le Rossinante d'enquêter pour calmer les tensions. Entretemps, Bobbie Draper est recruté par Avasarala pour enquêter sur du trafic de matériel militaire martien a destination de factions terroristes de l'Alliance des Planètes Extérieures, tandis que Camina Drummer et Klaes Ashford, capitaines de factions modérées de l'APE, se concentrent sur le chef d'une faction particulièrement radicale, Marco Inaros, qui est aussi l'ex de Naomi Nagata.

## Distribution
- Steven Strait (VF : Maxime Van Santfoort)[1] : James « Jim » Holden
- Cas Anvar (VF : Steve Driesen) : Alex Kamal
- Dominique Tipper (VF : Mélissa Windal) : Naomi Nagata
- Wes Chatham (VF : Nicolas Matthys) : Amos Burton
- Shohreh Aghdashloo (VF : Francine Laffineuse) : Chrisjen Avasarala, secrétaire générale des Nations unies
- Frankie Adams (VF : Myriem Akheddiou) : Roberta « Bobbie » Draper
- Cara Gee (VF : Marcha Van Boven) : Camina Drummer

## Liste des épisodes
1. Nouvelle Terra
2. Débris
3. Subduction
4. Rétrograde
5. L'Oppresseur
6. Délocalisation
7. Tir à l'aveugle
8. Le Borgne
9. Saeculum
10. Les Feux de Cibola

### Épisode 6:Délocalisation
Une île a explosé à l'autre bout d'Ilos, une explosion d'une puissance inouïe. On s'attend à un tremblement de terre, puis à un raz de marée. Holden réussit à convaincre tout le monde qu'il faut évacuer. Mais les moteurs des vaisseaux sont rendus HS par la protomolécule. Le dernier espoir est de se rendre dans la ruine. La tension est de plus en plus vive entre Ceinturiens et Terriens.